# Tamandaré (kommun)
Tamandaré är en kommun i Brasilien.   Den ligger i delstaten Pernambuco, i den östra delen av landet, 1 600 km nordost om huvudstaden Brasília. Antalet invånare är 20 745.
Följande samhällen finns i Tamandaré:
- Tamandaré